# Мютзерс, Роберт
Роберт Мютзерс (нидерл. Robert Mutzers, род. 6 апреля 1993, Остерхаут, Северный Брабант) — нидерландский футболист, полузащитник клуба «Донген».

## Биография
Роберт родился в Нидерландах. Начал свою карьеру в клубе «Дe Трефферс», где отыграл 64 матча и забил 27 голов. Продолжение карьеры последовало в составе «Дордрехта», где Роберт в 35 матчах забил 12 голов. В сентябре 2018 года подписал контракт с украинским футбольным клубом «Черноморец» (Одесса). Роберт стал первым нидерландским «легионером» в истории одесской команды. Дебютировал в украинской Премьер-лиге 30 сентября 2018 года, на 63-й минуте домашнего матча против «Мариуполя» заменив Николая Мусолитина.